# حي القاهرة (بغداد)
حي القاهرة أحد أحياء قضاء الأعظمية، في قاطع الرصافة الثانية، شمال مدينة بغداد، أُنشئ منذ بداية الخمسينات من القرن العشرين.

## محلات حي القاهرة
| رقم المحلة | مساحتها     | القطع السكنية | السكان |
| ---------- | ----------- | ------------- | ------ |
| 311        | 50.83 هكتار | 850           |        |
| 313        |             |               |        |
| 309        |             |               |        |
| 307        |             |               |        |